# Smiling Friends
Smiling Friends è una serie televisiva animata statunitense-australiana del 2022, creata da Zach Hadel e Michael Cusack.
La serie ruota attorno alle surreali disavventure di una piccola associazione benefica chiamata Smiling Friends e dei suoi quattro dipendenti Charlie, Pim, Allan e Glep, dediti a diffondere la felicità. Utilizza un'ampia varietà di stili artistici e tecniche di animazione, tra cui animazione tradizionale, animazione digitale, rotoscopio, stop motion, animazione flash e live action.
Preceduta da un episodio pilota andato in onda il 1º aprile 2020 come parte dell'annuale Pesce d'aprile della rete, la serie viene trasmessa per la prima volta negli Stati Uniti su Adult Swim dal 10 gennaio 2022.
Smiling Friends ha ricevuto il plauso della critica e un seguito di culto ed è stato rinnovato per una seconda stagione il 9 febbraio 2022. Il primo episodio è stato trasmesso il 1º aprile 2024, con il resto della stagione programmata per essere trasmessa dal 12 maggio 2024. Il 13 giugno 2024, Adult Swim ha rinnovato la serie per una terza stagione. Un'anteprima è stata trasmessa durante il festival di Annecy l'11 giugno 2025. Lo stesso giorno è stato annunciato che Smiling Friends sarebbe stato rinnovato per una quarta e quinta stagione.

## Trama
La Smiling Friends Inc. è una piccola azienda il cui scopo principale è portare felicità ai propri clienti. La serie segue la vita quotidiana e le disavventure dei suoi rappresentanti, il pigro e cinico Charlie e l'allegro e ottimista Pim, mentre cercano di rallegrare e confortare le persone in difficoltà che chiamano la hotline della loro azienda, aiutandoli di persona con i loro problemi.

## Episodi
| Stagione         | Episodi | Prima TV USA | Prima TV Italia |
| ---------------- | ------- | ------------ | --------------- |
| Prima stagione   | 9       | 2022         | inedita         |
| Seconda stagione | 8       | 2024         | inedita         |

## Personaggi e doppiatori

### Personaggi principali
- Charlie Dompler, doppiato da Zach Hadel.
Un rappresentante della Smiling Friends Inc. insieme al suo migliore amico Pim. È una creatura gialla disinvolta e calma con una visione della vita razionale, anche se talvolta si mostra pessimista. Tende a parlare con voce monotona, alzando la voce solo nei momenti di paura o di stupore. Si considera un "maschio alfa" e talvolta aggrava le situazioni cercando di prendere il controllo. Nonostante spesso litighi con Pim su argomenti banali, alla fine riconciliano sempre il loro rapporto.
- Pim Pimling, doppiato da Michael Cusack.
Un rappresentante della Smiling Friends Inc. insieme a Charlie. È un Critter (uno degli abitanti principali del loro mondo) rosa ottimista e fortemente determinato in ogni suo lavoro. Considera Charlie il suo amico più intimo, anche se spesso si scontrano per i loro metodi personali di far sorridere i loro clienti.
- Mr. Boss., doppiato da Marc M.
Il capo della Smiling Friends Inc. che in genere informa i suoi dipendenti sui loro lavori e i clienti.

### Personaggi ricorrenti
- Alan, doppiato da Michael Cusack.
Una creatura alta e rossa e impiegato della Smiling Friends Inc.
- Glep, doppiato da Zach Hadel.
Un piccolo Critter verde che lavora alla Smiling Friends Inc. Comunica principalmente attraverso un linguaggio frenetico insensato che viene compreso dalla maggior parte dei personaggi.
- Mr. Frog, doppiato da Michael Cusack. 
Un cliente della Smiling Friends Inc. È un uomo rana protagonista del popolare "Mr. Frog Show". Tossicodipendente mentalmente instabile, chiede agli Smiling Friends di aiutarlo a far riavere al suo pubblico un'immagine positiva di lui
- Party Bro, doppiato da David Dore.
Un uomo che si presenta spesso alle feste.
- Smormu, doppiato da Chris O’Neill.
Originariamente il quinto membro di breve durata della Smiling Friends Inc.
- Steven Pimling, doppiato da Michael Cusack.
Il padre di Pim.
- DJ Spit, doppiato da Zach Hadel.
Un aspirante rapper di strada affetto da problemi di paranoia.
- Satana, doppiato da Zach Hadel.
Il sovrano dell'inferno
- Fillmore e Duncan, doppiati da David Firth e Zach Hadel.
Due critter amici di Pim

## Produzione
Smiling Friends è stato creato dagli animatori Zach Hadel e Michael Cusack, noti per i loro successi individuali come creatori di contenuti per Newgrounds e YouTube. Già conosciuti online, i due hanno concepito l'idea per la serie nel 2017 mentre cenavano al Gus's Chicken di Burbank, in California, dove Cusack, che vive a Melbourne, in Australia, era in visita in quel momento. L'obiettivo era di basare la serie su "un gruppo di adorabili personaggi, con un concetto semplice, che potevamo portare ovunque volevamo". Si stabilirono sulla premessa di una linea costante riguardo alle persone infelici, che divenne "il tessuto connettivo che faceva scattare tutto insieme". Tuttavia, Hadel ha affermato che sebbene "la compagnia sia un aspetto importante della serie, in realtà è il trampolino di lancio. Abbiamo episodi che non riguardano nemmeno dei lavori". La coppia ha individuato South Park e Seinfeld come le maggiori influenze di Smiling Friends e ha descritto lo stile artistico della serie come una miscela dei loro stili individuali, sebbene Cusack abbia precisato che i suoi stessi disegni tendono a subire il "glossaggio finale di Zach".
Hadel e Cusack hanno presentato la serie ad Adult Swim, che ha dato il via libera alla produzione dell'episodio pilota nel 2018. Hadel aveva già tentato di presentare alla rete la sua webserie Hellbenders con Chris O'Neill, tuttavia il progetto è stato accantonato, mentre Cusack ha prodotto il cortometraggio Rick and Morty: Bushworld Adventures e la sua serie YOLO: Crystal Fantasy. L'episodio pilota di Smiling Friends, che la coppia considera il primo episodio ufficiale della serie, è andato in onda su Adult Swim il 1º aprile 2020 ricevendo il plauso della critica. Successivamente è stato ripreso per sette episodi aggiuntivi nel maggio 2021. Hadel e Cusack sono stati coinvolti in tutti gli aspetti della produzione, dalla scrittura e gli storyboard alla progettazione fino all'animazione finale e al sound design, considerandolo insolito per una serie televisiva. Secondo Hadel, il budget per l'intera prima stagione era l'equivalente di un singolo episodio de I Griffin (stimato sui 2,000,000 $).
La creatrice di Sonichu Christine Weston Chandler (Chris-Chan) è stata presa in considerazione per il ruolo di Grease Puddle, ma i timori che lo show potesse trapelare di conseguenza li hanno portati a ritardare la registrazione delle battute del personaggio fino quasi alla fine della produzione, a quel punto il loro budget per I ruoli "cameo" erano esauriti. Alla fine è intervenuto l'animatore di YouTube Harry Partridge, anche se facendo un'imitazione della voce di Chris-Chan.
Adult Swim ha rinnovato la serie per una seconda stagione il 9 febbraio 2022.
Il 18 maggio 2022, Hadel ha annunciato su Twitter che uno speciale sarebbe stato distribuito prima della seconda stagione. Un episodio intitolato The Smiling Friends Go to Brazil! è apparso su Rotten Tomatoes il 21 luglio ed è stato confermato da Hadel e Cusack al panel di Adult Swim del San Diego Comic-Con il giorno successivo. Lo speciale è andato in onda il 6 agosto 2022.
Durante il panel di Adult Swim al New York Comic Con nell'ottobre 2023 è stato confermato che la seconda stagione sarebbe stata presentata in anteprima nel 2024 e avrebbe incluso una varietà di animazioni, come 2D, 3D, stop motion e contenuti live-action.

## Distribuzione

### Trasmissione internazionale
- 1º aprile 2020[16] negli Stati Uniti e in Canada su Adult Swim;[17][1]
- 21 gennaio 2022 nel Regno Unito su E4;[18]
- 21 gennaio 2022 in Irlanda su All 4;[19]
- 24 gennaio 2022 in Francia su Adult Swim;[20]
- 9 febbraio 2022 in Spagna su HBO Max;[21]
- 9 febbraio 2022 in Finlandia su HBO Max;
- 9 febbraio 2022 in Svezia su HBO Max;
- 22 marzo 2022 in Germania su WarnerTV Comedy.[22]

### Edizioni home video
Il 7 giugno 2023 è stata annunciata l'imminente distribuzione in DVD e Blu-ray della prima stagione di Smiling Friends. Due giorni dopo, il co-creatore della serie Zach Hadel ha confermato la pubblicazione. Il 6 luglio 2023 è stato annunciato che sarebbero stati pubblicati il 29 agosto 2023 dalla Warner Bros. Discovery Home Entertainment.

## Accoglienza
Smiling Friends ha ricevuto il plauso della critica. Lex Briscuso del New York Magazine ha elogiato il tono e lo stile di animazione della serie, in particolare il suo uso di "snervanti tagli ravvicinati e i character design inquietanti dei personaggi di supporto". Anche Margaret Lyons del New York Times ha scritto favorevolmente nei confronti della serie, elogiandone l'umorismo e confrontandolo con quello della serie animata Aqua Teen Hunger Force.